# ماهی حلوای کره‌ای
ماهی حلوای کره‌ای (نام علمی: Isopsetta isolepis) نام یک گونه از تیره کفشک‌ماهیان راست‌روی است.